# Bitwa pod Nisibis (217)

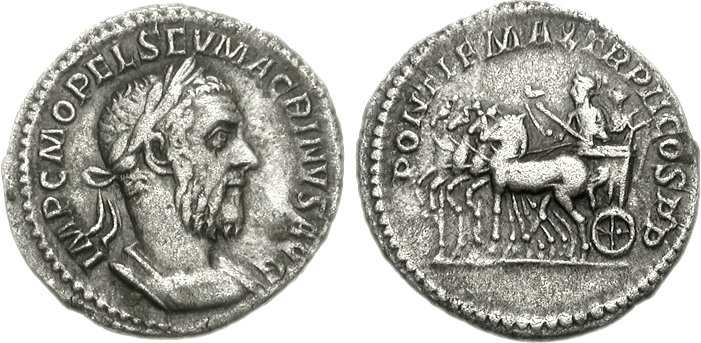
Denar „zwycięstwa” Makrynusa (z 218 r. n.e.), na rewersie władca przedstawiony jako triumfator

Bitwa pod Nisibis – starcie zbrojne, które miało miejsce w roku 217 n.e., podczas wojen partyjsko-rzymskich.  
W roku 217 n.e., po śmierci Karakalli, prefekt pretorianów Makrynus ogłoszony został przez swych żołnierzy kolejnym cesarzem rzymskim. Sytuacja miała miejsce podczas kampanii partyjskiej Karakalli w latach 216–217. Niedoświadczony militarnie nowy władca nie był zbytnio uwielbiany w szeregach armii rzymskiej, nie miał też żadnego interesu w kontynuowaniu kampanii partyjskiej. Z tych względów cesarz zaproponował Partom pokój, zrzucając winę za działania wojenne na swojego poprzednika. Król Partów Artabanus IV propozycję uznał za słabość przeciwnika i postawił twarde warunki pokoju. Makrynus kontynuował więc wojnę, a obie armie spotkały się pod Nisibis. 

## Trzydniowa bitwa
Rzymianie ustawili swoją piechotę w środku szyku, jazdę natomiast na skrzydłach. Obok kohort ciężkozbrojnych stanęła lekka jazda rzymska. Równo z nastaniem świtu Partowie przypuścili atak wystrzeliwując chmary strzał na centrum rzymskie, a oddziały wojowników dosiadające dromaderów starały się zepchnąć piechotę. W pewnym momencie część piechoty rzymskiej zaczęła ustępować, jednakże w chwili zbliżenia się Partów legioniści zawrócili, odpierając przeciwnika przy krwawych stratach. Kolejne ataki Partów zakończyły się podobnym wynikiem. Walki trwały do wieczora, po czym obie strony wycofały się do swoich obozów. Drugi dzień bitwy przebiegał podobnie jak pierwszy, nie przynosząc zwycięstwa żadnej ze stron. Dopiero trzeciego dnia przeważający liczebnie Partowie, wykorzystując większą mobilność swoich wojsk, podjęli próbę obejścia rzymskich szeregów. W odpowiedzi Rzymianie rozciągnęli swoje linie, unikając tym samym okrążenia. Grecki historyk Herodian tak opisywał przebieg starcia rzymskiej piechoty z jazdą na dromaderach: 

Barbarzyńcy co prawda zadawali im ciężkie straty dzięki wielkiej liczbie łuczników i jeździe pancernej, która z koni i wielbłądów raniła ich z góry włóczniami. W walce wręcz jednak Rzymianie z łatwością brali górę, ale że liczna konnica nieprzyjacielska i mnóstwo wielbłądów zbyt wielkie czyniły im szkody, udali, że się cofają, i rzucali na pole trójzęby i inne wymyślne haki żelazne o bardzo ostrych kolcach. Ponieważ ukryły się one w piasku i nie zostały dostrzeżone przez jeźdźców na koniach czy wielbłądach, okazały się dla nich zgubne; bo kiedy konie, zwłaszcza wielbłądy, które mają miękkie kopyta, stąpały na nie, przyklękły, poczynały kuleć i zrzucały jeźdźców, których dźwigały. [...] Padła przy tym tak wielka liczba ludzi i zwierząt, że cała równina nimi została zasłana, a nawet spiętrzyły się wysoko ogromne stosy zwłok, zwłaszcza wielbłądów, które padały jedne na drugie. Stąd i walczący mieli przeszkody przy nacieraniu. Nawet już nie widzieli się wzajemnie skutkiem tego, że w środku wzniósł się niejako wielki trudno dostępny wał ze spiętrzonych ciał, który przeszkadzał im w atakowaniu. Toteż i jedni, i drudzy wycofali się znów do swoich obozów.

 Wykorzystując tę chwilową przewagę Makrynus wysłał do partyjskiego władcy swojego posłańca, przez którego poinformował Artabanusa o śmierci Karakalli i zaoferował pokój. Partowie, którzy również ponieśli w bitwie ciężkie straty, przyjęli propozycję cesarza. Rozmowy zakończyły się wiosną 218 roku podpisaniem porozumienia pokojowego. Ceną pokoju zapłaconą Partom było 200 milionów sesterców, zdobyte terytoria pozostały jednak pod władzą Rzymian. Chociaż wojna zakończyła się ich porażką, Makrynus propagandowo wykorzystał to jako sukces dla umocnienia władzy, wybijając nawet monety upamiętniające „wielkie zwycięstwo” nad Partami. 